# 马库斯·曼尼里乌斯
马库斯·曼尼里乌斯（英語：Marcus Manilius），约活动于公元1世纪初期。古罗马诗人之一，生平不详。他著有五卷本的说教诗作《天文》，以六音步格律写成，该书试图对占星术进行阐述。

## 扩展阅读
- 本条目包含来自公有领域出版物的文本: Chisholm, Hugh (编).  (第11版). London: Cambridge University Press. 1911.